# Silvio Erkens
Silvio Peter Augustinus Erkens (Heerlen, 7 augustus 1990) is een Nederlandse politicus. Sinds 31 maart 2021 is hij namens de VVD lid van de Tweede Kamer der Staten-Generaal.

## Biografie

### Opleiding en loopbaan
Erkens werd in 1990 geboren in Heerlen en groeide op in het nabijgelegen Kerkrade. Hij speelde tijdens zijn jeugd waterpolo en volgde het vwo aan het College Rolduc. Tussen 2009 en 2012 studeerde Erkens politicologie aan de Radboud Universiteit in Nijmegen (BSc) en vervolgens tot 2013 internationale betrekkingen aan de London School of Economics (MSc). Tijdens zijn studententijd was hij vicevoorzitter van de Nijmeegse afdeling van de Jongerenorganisatie Vrijheid en Democratie (JOVD).
Na zijn studie begon hij te werken als consultant bij de Boston Consulting Group. Hij bleef daar tot 2016, toen hij bedrijfskunde aan de Columbia Business School in New York (MBA) ging studeren. In die tijd werkte hij een paar maanden bij het directiekantoor van de secretaris-generaal van de Verenigde Naties. Na die studie keerde hij in 2018 terug bij The Boston Consulting Group als projectleider. Erkens verliet dat bedrijf in 2020.

### Politieke loopbaan
Hij was campagneleider van de Limburgse VVD bij de Provinciale Statenverkiezingen 2019 en schreef mee aan het verkiezingsprogramma voor die provincie. Daarnaast stond hij op de 19e plaats op de kandidatenlijst van de VVD, maar hij werd niet verkozen aangezien zijn partij vijf zetels haalde.
Erkens was de 18e kandidaat van de VVD bij de Tweede Kamerverkiezingen 2021 en hij hielp wederom mee bij het schrijven van het verkiezingsprogramma. Hij ontving 4043 voorkeurstemmen en werd op 31 maart 2021 beëdigd als lid van de Tweede Kamer der Staten-Generaal. In zijn portefeuille heeft hij Klimaat, Energiebeleid en de Nederlandse Emissieautoriteit. Erkens is lid van de volgende commissies:
- Contactgroep België
- Contactgroep Duitsland
- Contactgroep Verenigd Koninkrijk
- Vaste commissie voor Economische Zaken en Klimaat
- Vaste commissie voor Infrastructuur en Waterstaat
- Vaste commissie voor Landbouw, Natuur en Voedselkwaliteit
- Vaste commissie voor Rijksuitgaven

In de Kamer zei hij dat volgens hem de IJmuidense hoogovens van Tata Steel Europe verduurzaamd moeten worden. Hij opperde voor financiële hulp daarbij en zei dat de overheid in het uiterste geval een belang in het bedrijf zou moeten nemen. Hij is ook voorstander van kernenergie als klimaatmitigatie. In 2021 werd een motie van Erkens en Renske Leijten (SP) aangenomen om onderzoek te doen naar afstandsnormen voor de bouw van nieuwe windturbines om zo overlast voor omwonenden te voorkomen. Ook was hij voorstander van een bouwstop in de tussentijd.
Ten tijde van een wereldwijde stijging van gasprijzen stelden Erkens en Henri Bontenbal (CDA) in oktober 2022 vijf maatregelen aan minister voor Klimaat en Energie Rob Jetten voor om huishoudens te ondersteunen. Zo bevalen ze aan om energieleveranciers te verplichten vaste contracten aan te bieden, om ze te verbieden een welkomstbonus aan nieuwe klanten te beloven en om ze te onderwerpen aan een jaarlijkse financiële stresstest. Bovendien zouden de rechten van consumenten groter moeten worden in geval van een faillissement. De VVD en het CDA waren eerder verantwoordelijk geweest voor de liberalisering van de energiemarket als onderdeel van het kabinet-Balkenende II. Tegelijkertijd probeerde Nederland minder afhankelijk te worden van Russisch gas naar aanleiding van de Russische invasie van Oekraïne in 2022. Om onafhankelijker op het gebied van energie te zijn presenteerde Erkens in februari 2023 een initiatiefwetsvoorstel om meer gas binnenlands te winnen uit de Noordzee, zelfs als dit duurder zou zijn dan importeren.
In augustus 2024 berekende de Nationale Politieke Index dat Erkens het derde meest ijverige Kamerlid was vanaf de installatie in 2023 tot juli 2024.

## Privéleven
Erkens is sinds 2020 getrouwd en heeft een dochter. Hij doet aan kickboksen.